# Domingo Tessier
Domingo Mihovilovic Rajcevic conocido artísticamente como Domingo Tessier (Punta Arenas, 13 de agosto de 1918 - Santiago, 10 de marzo de 2014) fue un actor, director, dramaturgo y profesor de teatro chileno de origen croata. Miembro de número de la Academia Chilena de Bellas Artes desde 1984, vicepresidente del Ateneo de Santiago y director de la Sociedad de Autores de Teatro, encabezó también el Instituto Chileno Croata de Cultura y estuvo entre los fundadores del Teatro Experimental de la Universidad de Chile.

## Biografía
Descendiente de croatas, nació en la ciudad austral de Punta Arenas, al igual que su hermano, el escritor Nicolás Mihovilovic Rajcevic quien obtendría el Premio Municipal de Literatura de Santiago 1979 por su novela En el último mar del mundo.
Muy joven viajó a Santiago para estudiar en la Escuela de Artes Aplicadas y Bellas Artes en la Universidad de Chile.
En 1941 participó en la fundación del Teatro Experimental de la Universidad de Chile y actuó en una de las dos primeras obras montadas por la compañía, Ligazón de Ramón del Valle Inclán, en cuyo reparto aparece con su nombre de nacimiento (Domingo Mihovilovic). Con el Teatro Experimental trabajó en más de 200 obras. Fue director subrogante (en tres ocasiones) del Instituto de Teatro de la Universidad de Chile (ITUCH).
En 1949, vivió en Londres junto a Bélgica Castro, por entonces su esposa, donde trabajó para la radio de la BBC. Años después se radicó en Guatemala, donde fundó la Escuela de Teatro de la Dirección Nacional de Bellas Artes (1957-1960).
Además de las tablas participó en algunas películas y en series y teleseries de televisión, no sólo como actor, sino también como autor, guionista y director, como es el caso de Alguien por quien vivir de 1982, en la que adaptó el guion y actuó.

## Vida personal
En 1949, se casa en la ciudad de Londres, con la también actriz Bélgica Castro. La pareja adoptó un hijo, Leonardo. En el año 1962 se declararía la nulidad del matrimonio, tras llevar cinco años separados de hecho.
Posteriormente, se casa con Yvelise Alvarado, alumna suya en Guatemala, matrimonio del cual nacieron sus hijos Catalina y Domingo.

## Teatro
Algunas obras en que participó, principalmente de su permanencia en el Teatro de la Universidad de Chile.
| Año       | Obra                                 | Autor                     | Personaje                       | Teatro          | Director              |
| --------- | ------------------------------------ | ------------------------- | ------------------------------- | --------------- | --------------------- |
| 1941      | Ligazón                              | Ramón del Valle Inclán    | afilador                        | TEUCH           | José Ricardo Morales  |
| 1941      | Égloga séptima                       | Juan del Encina           |                                 | TEUCH           | Pedro de la Barra     |
| 1941      | El mancebo que casó con mujer brava  | Alejandro Casona          |                                 | TEUCH           | José Ricardo Morales  |
| 1942      | Farsa del licenciado Pathelin        | anónimo                   | Teobaldo el corderillo (pastor) | TEUCH           | Pedro de la Barra     |
| 1942      | El caballero de Olmedo               | Lope de Vega              | Don Fernando                    | TEUCH           | Pedro de la Barra     |
| 1943      | Un velero sale del puerto            | Enrique Bunster           |                                 | TEUCH           | Pedro de la Barra     |
| 1944      | Otra vez el diablo                   | Alejandro Casona          |                                 | TEUCH           | Pedro de la Barra     |
| 1944      | Sueño de una noche de verano         | William Shakespeare       |                                 | TEUCH           | Pedro de la Barra     |
| 1945      | Nuestro pueblo                       | Thornton Wilder           |                                 | TEUCH           | Pedro de la Barra     |
| 1946      | Tartufo                              | Molière                   |                                 | TEUCH           | Pedro de la Barra     |
| 1946      | Así es (si así os parece)            | Luigi Pirandello          |                                 | TEUCH           | Pedro Orthous         |
| 1947      | Llegaron a una ciudad                | J. B. Priestley           |                                 | TEUCH           |                       |
| 1947      | Como en Santiago                     | Daniel Barros Grez        | (no actúa)                      | TEUCH           | Domingo Tessier       |
| 1949      | La vida del hombre                   | Leonid Andréyev           |                                 | TEUCH           | Agustín Siré          |
| 1949      | La Celestina                         | Fernando de Rojas         |                                 | TEUCH           | José Ricardo Morales  |
| 1950      | Montserrat                           | Emmanuel Robles           | Montserrat                      | TEUCH           | Pedro Orthous         |
| 1950      | La muerte de un vendedor             | Arthur Miller             |                                 | TEUCH           | Agustín Siré          |
| 1950      | Volpone                              | Ben Jonson                | Mosca                           | TEUCH           | Jorge Lillo           |
| 1950      | La isla de los bucaneros             | Enrique Bunster           | (no actúa)                      | TEUCH           | Domingo Tessier       |
| 1951      | Corrupción en el Palacio de Justicia | Ugo Betti                 |                                 | TEUCH           | Pedro Orthous         |
| 1951      | El bosque petrificado                | Robert E. Sherwood        |                                 | TEUCH           | Agustín Siré          |
| 1951      | Viento de proa                       | Pedro de la Barra         |                                 | TEUCH           | Pedro de la Barra     |
| 1952      | La profesión de la Señora Warren     | George Bernard Shaw       |                                 | TEUCH           | Jorge Lillo           |
| 1952      | Fuenteovejuna                        | Lope de Vega              |                                 | TEUCH           | Pedro Orthous         |
| 1952      | Casi casamiento                      | Daniel Barros Grez        | (no actúa)                      | TEUCH           | Domingo Tessier       |
| 1953      | Chañarcillo                          | Antonio Acevedo Hernández | Juan el chicharra               | TEUCH           | Pedro de la Barra     |
| 1953      | Tío Vania                            | Antón Chéjov              |                                 | TEUCH           | Pedro Orthous         |
| 1953      | Madre Coraje                         | Bertolt Brecht            |                                 | TEUCH           | Reinhold K. Olszewski |
| 1954      | El matrimonio                        | Nikolái Gógol             |                                 | TEUCH           | Julio Durán Cerda     |
| 1954      | Noche de reyes                       | William Shakespeare       |                                 | TEUCH           | Pedro Orthous         |
| 1955      | La carta pérdida                     | Ion Luca Caragiale        |                                 | TEUCH           | Domingo Piga          |
| 1955      | Todos son mis hijos                  | Arthur Miller             |                                 | TEUCH           | Jorge Lillo           |
| 1955      | Fuerte Bulnes                        | María Asunción Requena    | colono segundo                  | TEUCH           | Pedro Orthous         |
| 1955      | La violación de Lucrecia             | Andrés Obey               |                                 | TEUCH           | Pedro Orthous         |
| 1956      | Un caso interesante                  | Dino Buzzati              |                                 | TEUCH           | Eugenio Guzmán        |
| 1956-1960 | La viuda de Apablaza                 | Germán Luco Cruchaga      |                                 |                 | Pedro de la Barra     |
| 1960      | Parejas de trapo                     | Egon Wolff                |                                 | ITUCH           | Eugenio Guzmán        |
| 1962      | El perro del hortelano               | Lope de Vega              | (no actúa)                      | ITUCH           | Domingo Tessier       |
| 1962      | El abanderado                        | Luis Alberto Heiremans    | Bruna                           | ITUCH           | Eugenio Guzmán        |
| 1963      | El círculo de tiza caucasiano        | Bertolt Brecht            |                                 | ITUCH           | Atahualpa del Cioppo  |
| 1968      | Todo se fue, se va, se irá al diablo | Alejandro Sieveking       | (no actúa)                      | Domingo Tessier |                       |

## Filmografía

### Cine
| Películas                         | Películas | Películas         | Películas               |
| Título                            | Año       | Papel             | Director                |
| --------------------------------- | --------- | ----------------- | ----------------------- |
| Hollywood es así                  | 1944      |                   | Jorge Délano (Coke)     |
| La dama de la muerte              | 1946      |                   | Carlos Hugo Christensen |
| El ídolo                          | 1952      | Lemus             | Pierre Chenal           |
| Ayúdeme usted compadre            | 1968      |                   | Germán Becker           |
| El fin del juego                  | 1969      |                   | Luis Cornejo            |
| La casa en que vivimos            | 1970      | Domingo Gutiérrez | Patricio Kaulen         |
| Gracia y el forastero             | 1974      |                   | Sergio Riesenberg       |
| El último grumete de la Baquedano | 1983      | Sargento Escobedo | Jorge López Sotomayor   |
| Los náufragos                     | 1994      | padre             | Miguel Littín           |

### Televisión
| Teleseries | Teleseries                 | Teleseries                  | Teleseries |
| Año        | Título                     | Personaje                   | Canal      |
| ---------- | -------------------------- | --------------------------- | ---------- |
| 1970       | Mi papá y mi mamá          |                             | Canal 13   |
| 1971       | Sin amor                   |                             | Canal 13   |
| 1972       | La sal del desierto        | José Manuel Balmaceda       | TVN        |
| 1982       | Alguien por quien vivir    | Santiago Elizalde           | Canal 13   |
| 1982       | La gran mentira            | Fermín                      | TVN        |
| 1983       | El juego de la vida        | Agustín Ramírez             | TVN        |
| 1986       | La Quintrala               | Obispo Francisco de Salcedo | TVN        |
| 1986       | La villa                   | Héctor Pereyra              | TVN        |
| 1986       | Ángel Malo                 | Edmundo Álvarez             | Canal 13   |
| 1987       | La última cruz             | Ricardo Zazar               | Canal 13   |
| 1988       | Semidiós                   | Enrique Menéndez            | Canal 13   |
| 1988       | Vivir así                  | Juan José Bernales          | Canal 13   |
| 1988       | Matilde dedos verdes       | Gabriel Ariztía             | Canal 13   |
| 1989       | Bravo                      | Duarte                      | Canal 13   |
| 1989       | A la sombra del ángel      | Matías Torreblanca          | TVN        |
| 1990       | Crónica de un hombre santo | Ricardo Ovalle              | Canal 13   |
| 1990       | Acércate más               | Ruperto Gajardo             | Canal 13   |
| 1991       | Villa Nápoli               | Fanor Correa                | Canal 13   |
| 1992       | Fácil de amar              | Eleuterio                   | Canal 13   |
| 1993       | Doble juego                | Casildo Alafán              | Canal 13   |